# Ковиничи
Ковиничи (укр. Ковиничі) — село в Новокалиновской городской общине Самборского района Львовской области Украины.
Население по переписи 2001 года составляло 378 человек. Занимает площадь 11 км². Почтовый индекс — 81426. Телефонный код — 3236.

## Известные уроженцы
- Кузневич, Анджей (1904—1993) — польский писатель и поэт.